# Koovi
Koovi – wieś w Estonii, w prowincji Sarema, w gminie Lümanda.